# Monica Lovinescu
Monica Lovinescu (ur. 19 listopada 1923 w Bukareszcie, zm. 20 kwietnia 2008 w Paryżu) – rumuńska pisarka, krytyczka literacka i dziennikarka. Używała pseudonimów: Monique Saint-Come i Claude Pascal.

## Życiorys
Była córką Eugena Lovinescu. W 1946 ukończyła studia filologiczne na uniwersytecie w Bukareszcie. Jako pisarka zadebiutowała w 1931 serią opowiadań, publikowanych w czasopiśmie Vremea, jako krytyk literacki pojawiła się na łamach pisma Democrația. W 1947 r. otrzymała stypendium rządu francuskiego. Kilka miesięcy później, kiedy Rumunię ogłoszono republiką zdecydowała się poprosić o azyl polityczny we Francji. W tym kraju spędziła większość swojego życia, będąc jednym z najostrzejszych krytyków reżimu Nicolae Ceaușescu. W latach 1964–1992 współpracowała z Radiem Wolna Europa, jako komentator działu kultury i analityk problemów współczesnej Rumunii. W tej samej rozgłośni pracował jej mąż, Virgil Ierunca. Prowadzone przez nią audycje były przez Rumunów traktowane jako jeden z najważniejszych głosów dobiegających z Europy Zachodniej, ukazujących prawdziwe oblicze systemu. Jej artykuły na temat Rumunii zamieszczały prestiżowe czasopisma: Kontinient, Les Cahiers de l’Est oraz L’Alternative.
Rumuńska Securitate od lat 70. próbowała kilkakrotnie dokonać zamachu na jej życie. W 1977 została ciężko pobita w pobliżu własnego domu przez nieznanych sprawców. Mimo ciężkich obrażeń, które ograniczyły jej zdolność poruszania się, nie zrezygnowała z wygłaszania opinii porównujących rządy rumuńskiego dyktatora do nazizmu. Po 1989 uczestniczyła (mimo pogarszającego się stanu zdrowia) w pracach Komisji, badającej okres dyktatury komunistycznej w Rumunii. Jej pojawienie się w Rumunii wywołało skrajne reakcje. Dla jednych była symbolem oporu przeciwko dyktaturze Ceaușescu, a dla innych, wywodzących się z partii postkomunistycznej i Partii Wielkiej Rumunii stała się wrogiem publicznym, przypominającym o „niechcianej przeszłości”. W latach 90. jej eseje publikowało wydawnictwo Humanitas. Zajmowała się także tłumaczeniem literatury rumuńskiej na język francuski.

## Publikacje
- În contratimp, 1945;
- Unde scurte, Madrid 1978;
- Memoira Activa, Paris 1947–1952, Repere. (wydane także w Bukareszcie);
- Volume: Unde scurte, I (wyd. Humanitas, Bucuresti, 1990);
- Întrevederi cu Mircea Eliade, Eugen Ionescu, Ștefan Lupașcu și Grigore Cugler (Cartea Românească, București, 1992);
- Seismograme. Unde scurte, II (Humanitas, București, 1993);
- Posteritatea contemporană. Unde scurte, III (Humanitas, București, 1994);
- Est-etice. Unde scurte, IV (Humanitas, București, 1994).

## Odznaczenia
- Krzyż Komandorski Orderu Gwiazdy Rumunii (Rumunia, 1999)[1]